# Niels Ebbesen
Niels Ebbesen (1308 – 2. listopadu 1340 Skanderborg) byl dánský panoš a národní hrdina, známý tím, že v roce 1340 zabil Gerharda III., hraběte z Holštýnska-Rendsburgu. V letech 1332 až 1340 byl hrabě Gerhard pánem Jutska i ostrova Fyn (třetí největší ostrov v Dánsku). Jeho smrt znamenala konec holštýnské vlády v Dánsku.

## Životopis
O původu Nielse Ebbesena a jeho osudech před rokem 1340 je známo jen velmi málo. Zdá se, že patřil k jutské šlechtě. Stejně jako mnoho dalších příslušníků jeho třídy zpočátku pravděpodobně podporoval holštýnské okupanty v letech chaosu, později se však obrátil proti nim, a když hrabě Gerhard III. v roce 1340 vedl tažení do Jutska, Niels Ebbesen podporoval jutské ozbrojence.

### Vstup do města Randers
Dne 1. dubna 1340 vstoupil Nielse Ebbesen se svými 47 bojovníky do města Randers, které leží ve středním Dánsku na Jutském poloostrově, a skrýval se až do setmění. Dostali se do hraběcího sídla a vnikli do jeho ložnice. Ebbesenovi muži si nepřáli, aby byl čin utajen, a tak tloukli na buben a křičeli, že hrabě byl popraven. Když se Holštýnští dali na útěk, Niels Ebbesen a jeho muži prchali k mostu přes řeku Guden. Svend Trøst, jeden z Ebbesenových mužů, most záměrně poškodil, a jakmile Niels Ebbesen a všichni jeho bojovníci přešli, strhli most a pokračovali dále, přičemž ztratili jen jednoho muže.

### Obléhání hradu Skanderborg
Během následujícího povstání hrál Niels Ebbesen hlavní roli v odboji, ale padl ještě téhož roku během boje proti Němcům. V dubnu 1340 obléhali Dánové hrad Skanderborg. Obleženým v hradu přišlo na pomoc asi 600 německých rytířů. Současný útok z obleženého hradu a nově příchozích rytířů zahnal Dány zpět do jejich vozové hradby na kopci. Kruh z vozů však byl prolomen a Niels Ebbesen a jeho muži byli obklíčeni a zmasakrováni Němci.

### Niels Ebbesens Gård
Ve výše zmíněném městě Randers existuje dům nazývaný Niels Ebbesens Gård (alternativně též Rådmand Jens Jensens Gård, po radním, který ho nechal postavit). Tato památkově chráněná budova v ulici Storegade je největším dochovaným třípatrovým hrázděným domem ve městě. Podle pověsti právě v tomto domě byl zabit hrabě Gerhard. To je ale zcela v rozporu s historickými fakty, protože tato renesanční budova byla postavena až přibližně 300 let později. I bez této historky však jde o jednu z nejvýznamnějších památek města.

## Historický odkaz

### Hodnocení Nielse Ebbesena

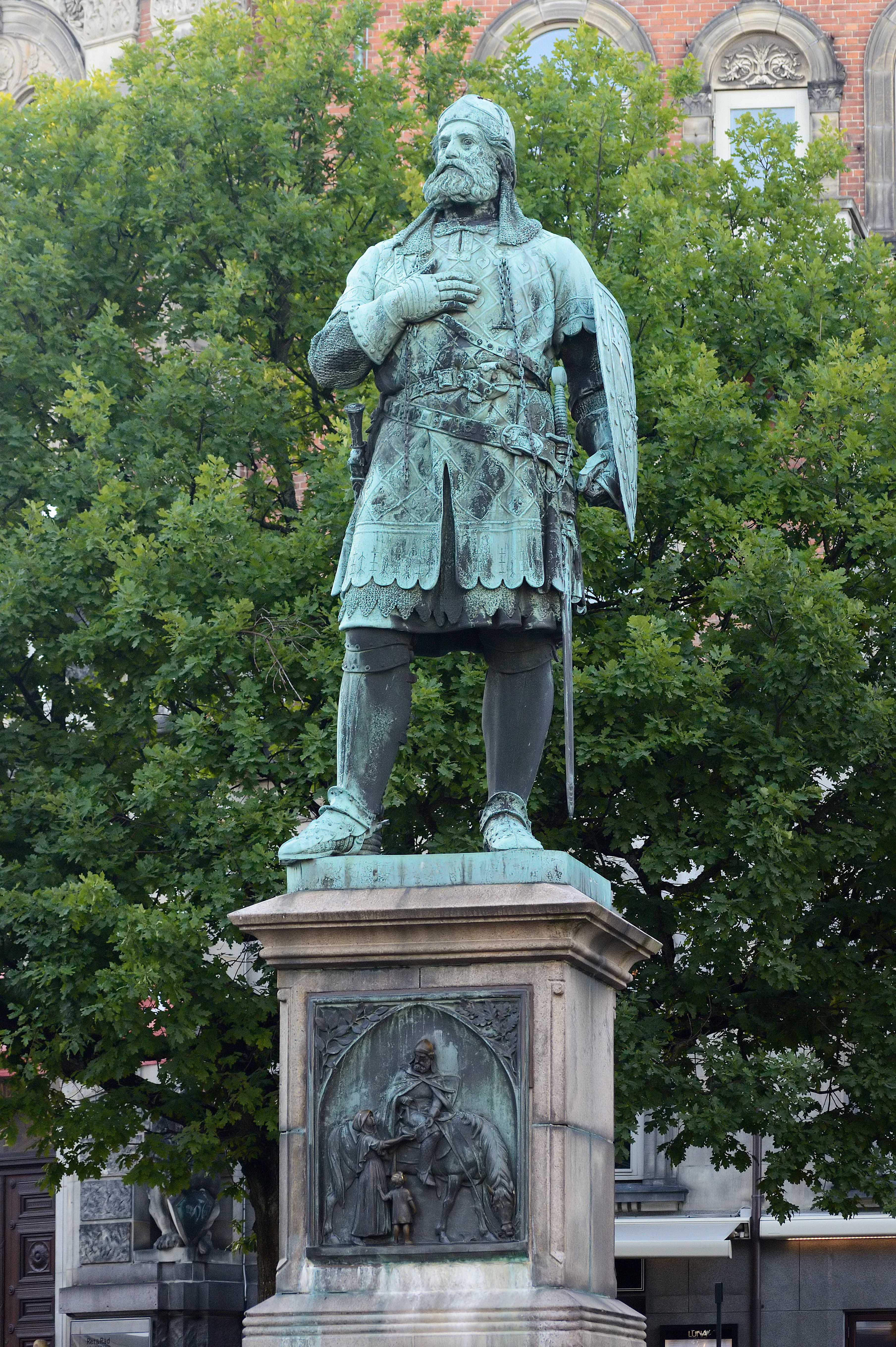
Socha z roku 1882, před starou radnicí města Randers

Niels Ebbesen je tradičně považován za jednoho z velkých hrdinů středověkých dánských dějin a za jeden ze symbolů dánské národnosti. Jeho činy stály na počátku osvobození Dánska. Jiní však jeho čin neschvalovali a považovali jej za pouhou vraždu. Zda byly jeho motivy čistě národní, nebo částečně soukromé, nelze zjistit. To však nebránilo romantické dánské poezii i moderním baladám, aby ho oslavovaly jako bojovníka za svobodu.

### Památníky a sochy
Památník Nielse Ebbesena a jeho stoupenců byl poprvé vztyčen v roce 1878 ve Skanderborgu. Kamenný kříž s bronzovým mečem navrhl sochař Louis Hasselriis (1844-1912). Socha Nielse Ebbesena byla vztyčena v roce 1882 ve městě Randers. Navrhl ji sochař Ferdinand Edvard Ring (1829–1886), viz obrázek.

### Další odkazy vumění
Balada „Niels Ebbesen“, která pojednává o zabití hraběte Gerharda, byla přeložena do angličtiny a vydána v knize Alexandera Graye Historical Ballads of Denmark (Edinburgh University Press, 1958). Tak se s baladou poprvé šířeji seznámili také lidé mimo Dánsko. V roce 1942, během německé okupace Dánska za druhé světové války, napsal dramatik Kaj Munk (1898–1944) hru o Ebbesenově vzpouře. Původně, ve 30. letech byl Kaj Munk obdivovatelem Hitlera. Po okupaci Dánska se však zapojil do odbojové činnosti a napsal tuto hru. Nacističtí okupanti hru zakázali a dramatika zavraždili. Po Nielsovi Ebbesenovi byla pojmenována také řada ulic po celém Dánsku, například Niels Ebbesens Vej ve městě Frederiksberg (které je součástí tzv. velké Kodaně), Niels Ebbesens Gade ve městě Aalborg na severu Dánska nebo Niels Ebbesens Gade ve městě Randers.

### Loď HDMS Niels Ebbesen
Tato loď se původně jmenovala HMS Annan a sloužila v Kanadském královském námořnictvu. Po skončení druhé světové války byla 22. listopadu 1945 prodána Dánskému královskému námořnictvu jako jedna ze dvou fregat třídy River. Loď HMS Annan byla přejmenována na HDMS Niels Ebbesen na počest tohoto dánského hrdiny. Byla používána jako výcviková loď pro námořní kadety a během výcviku na ní bylo až 90 frekventantů. Sloužila do 8. května 1963, kdy byla vyřazena ze služby a téhož roku byla sešrotována v Odense.